# 佐藤嘉洋
佐藤 嘉洋（さとう よしひろ、1981年1月25日 - ）は、日本の元キックボクサー、ムエタイ選手。愛知県名古屋市出身。名古屋JKファクトリー所属。マネージメント先は株式会社ジャパン・スポーツ・マーケティング。元ISKAオリエンタル世界ライトミドル級王者。元WPKCムエタイ世界スーパーウェルター級王者。元WKAムエタイ世界ウェルター級王者。K-1でブアカーオ・ポー.プラムックやアルバート・クラウスといった歴代王者に勝利している。

## 来歴
格闘技を始めたきっかけは、ボクシングジムを見学する約束をしていた友人と直前に喧嘩となり、コテンパンにされたことだという。その後、自宅近くにあったキックボクシングジム『名古屋JKファクトリー』に入門し、グローブ空手選手権優勝を経て、1998年12月25日にプロデビュー、宮本勲と対戦し、判定勝ちを収めた。
2000年4月9日、ウェルター級転向後の初試合を發田隆治と対戦し、判定勝ち。
2000年11月26日、初めての外国人との対戦となったタノムサック・デーラッド（タイ）戦で1RKO負け。プロデビュー後の連勝は7で止まった。
2001年6月17日、全日本キックボクシング連盟移籍後の初試合で千葉友浩と対戦し、1RKO勝ち。
2001年11月17日、ミラン・ステビッチ（ユーゴスラビア）とWKAムエタイ世界ウェルター級タイトルマッチを行い、4RTKO勝ち。王座奪取成功。
2002年10月17日、K-1出場権獲得試合で清水貴彦に判定勝ち。しかし、K-1には出場出来なかった。
2003年12月6日、ヨーロッパの格闘技イベント「スーパーリーグ」でシェイン・チャップマン（ニュージーランド）と対戦。2R終了後、チャップマンの脛の負傷によりTKO勝ち（ドクターストップ）。スーパーリーグでの日本人初勝利となった。
2004年2月28日、ヤッシーン・ベンファッジ（フランス）の持つWPKC世界ムエタイスーパーウェルター級王座に挑戦。5Rにダウンを2回奪い逆転判定勝ち。王座奪取成功。
2004年4月17日、チャンプアック・チョー・シープラーサート（タイ）とWPMF世界ウェルター級タイトルマッチを行い、肘打ちによる流血のため、4RTKO負け。
2005年2月6日、全日本キックボクシング連盟興行で山本優弥と対戦し、1Rに2回、2Rに2回、3Rに1回、4Rに1回と計6回のダウンを奪い、ジャッジ3者とも50-39という大差の判定勝ち。佐藤は自分が思う強い選手との試合がなかなか組まれない当時の状況に不満を感じており、この試合が組まれた段階で全日本キックボクシング連盟退団を決意していた。
2日後の2月8日、全日本キックボクシング連盟および所属していた名古屋JKファクトリーを退団、人材派遣会社・フルキャストグループ傘下のフルキャストスポーツ（現:イーマ）所属となった。（後に名古屋JKファクトリーの小森次郎会長と和解し、再び同ジム所属となっている）

### K-1参戦後
2005年5月4日、K-1 WORLD MAX 2005 世界一決定トーナメント開幕戦で、「日本人最後の大物」という触れ込みでK-1に初参戦。ウィリアム・ディンダー（オランダ）と対戦し、ローキックの連打を繰り出すなどして判定勝ち。
2005年10月5日、K-1 WORLD MAX 2005 世界王者対抗戦でガオグライ・ゲーンノラシン（タイ）と対戦。執拗なまでのローキック、膝蹴りの連打で判定勝利。勝利後、歓喜の余り号泣した。
2006年2月4日、K-1 WORLD MAX 2006 日本代表決定トーナメントに出場し、1回戦で新田明臣、準決勝で上山龍紀、決勝でTATSUJIを破り優勝。
2006年4月5日、K-1 WORLD MAX 2006 世界一決定トーナメント開幕戦に出場し、トーナメント1回戦でマイク・ザンビディス（ギリシャ）に判定勝ち。
2006年6月30日、K-1 WORLD MAX 2006 世界一決定トーナメント決勝戦に出場。トーナメント準々決勝でブアカーオ・ポー.プラムック（タイ）にパンチ勝負を挑んだのが裏目に出て2RKO負け。
2007年2月5日、K-1 WORLD MAX 2007 日本代表決定トーナメントに出場。1回戦の白須康仁、準決勝の尾崎圭司共に相手にペースを握らせず判定勝ち。決勝では前年と同じくTATSUJIと対戦、顔面への跳び膝蹴りでKO勝ちし、2連覇を達成。佐藤自身、K-1では初のKO勝利で優勝に花を添えた。
2007年6月28日、K-1 WORLD MAX 2007 世界一決定トーナメント開幕戦のトーナメント1回戦でデニス・シュナイドミラー（ドイツ）に判定勝ち。
2007年10月3日、K-1 WORLD MAX 2007 世界一決定トーナメント決勝戦のトーナメント準々決勝でアルバート・クラウス（オランダ）と再戦。後半、真っ向からの打ち合いを展開するが、判定負け。しかし、谷川貞治K-1イベントプロデューサーは「今までで一番いい試合だった。」と讃えた。
2008年2月2日、K-1 WORLD MAX 2008 〜日本代表決定トーナメント〜で小比類巻貴之と開幕戦出場を賭けて対戦予定であったが、小比類巻が靭帯損傷により欠場、代わりにブアカーオ・ポー.プラムックとのワンマッチに変更された。試合は延長まで縺れ込み、左フックでブアカーオをぐらつかせる場面もあったが、1-2の判定負け。
2008年4月9日、K-1 WORLD MAX 2008のトーナメント1回戦でムラット・ディレッキー（ベルギー）と対戦し、判定勝ち。
2008年7月7日、K-1 WORLD MAX 2008 FINAL8のトーナメント準々決勝でブアカーオ・ポー.プラムックと対戦。3Rに膝蹴りを効かせ、右ストレートでKO勝ち。3度目の対戦でブアカーオ越えを果たした。
2008年10月1日、K-1 WORLD MAX 2008 FINALのトーナメント準決勝で、以前から対戦を熱望していた魔裟斗と対戦。3Rに左フックでダウンを奪うも、判定負け。当時は「優勢選手に必ず10ポイントを付ける」というルールがあったにも関わらず、優勢と判断された佐藤嘉洋に9ポイントしか付かなかった為、これが不信と混乱を招いて、判定終了後に観客席からリング上に向かって物が投げ込むファンもいた。
試合数日後のインタビューでは、「KOで倒さないといけない、ということですね。息の根を止めるくらいに」「ルールを把握していなかった自分が悪い」としながらも、採点には納得出来ないとも述べた。
2008年12月31日、Dynamite!!に初出場し、アルトゥール・キシェンコ（ウクライナ）と対戦。0-2の判定負け。
2009年4月21日、K-1 WORLD MAX 2009 FINAL16のトーナメント1回戦でドラゴ（アルメニア）と対戦。延長R判定負けを喫し、FINAL8進出はならなかった。
2009年7月13日、K-1 WORLD MAX 2009 World Championship Tournament FINAL8のリザーブファイトでユーリ・メスと対戦。互角の展開となり延長R2-1で判定勝ちを収めた。
2009年10月26日、K-1 WORLD MAX 2009 FINALのリザーブファイトで城戸康裕と対戦し、2Rに互いにダウンを一度ずつ奪い、右フックで2度目のダウンを奪ってKO勝ち。
2010年3月27日、K-1 WORLD MAX 2010 〜-70kg Japan Tournament〜でダニロ・ザノリニと対戦し、右膝蹴りでKO勝ち。当初はジョルジオ・ペトロシアンと対戦予定であったが、ペトロシアンの右拳負傷により対戦相手が変更となった。
2010年5月29日、IT'S SHOWTIMEでパジョンスック・ルークプラバーツと対戦し、0-5の判定負けを喫した。
2010年7月5日、K-1 WORLD MAX 2010 〜-70kg World Championship Tournament FINAL16〜で山本優弥と5年ぶりに再戦し、2-0の判定勝ち。後日、ジャッジの集計ミスが発覚し、3-0の判定勝ちへの訂正が発表された。
2010年8月14日、Krush.9で名城裕司と対戦し、3-0の判定勝ちを収めた。当初は山本優弥が出場予定であったが、急性虫垂炎および汎発性腹膜炎による欠場を受けての出場となった。
2010年11月8日、K-1 WORLD MAX 2010 FINALのトーナメント準々決勝でミハウ・グロガフスキー、準決勝でドラゴをそれぞれ判定で破り、自身初の決勝進出もジョルジオ・ペトロシアンに判定負け。準優勝に終わった。
2011年6月25日、K-1 WORLD MAX 2011 -63kg Japan Tournament FINALで3度目の対戦となるアルバート・クラウスに3R終盤にダウン寸前まで追い込み、2-0の判定勝ちを収めた。
2011年7月2日、名古屋市瑞穂区にキックボクシングフィットネスジム「名古屋JKフィットネス」をオープン。
2012年2月17日、Krush.16で、ファディ・メルザの保持するISKAオリエンタル世界ライトミドル級王座に挑戦。王者を終始圧倒し、ジャッジ3者とも50-45の判定で王座を奪取した。
2013年2月22日、SHOOT BOXING 2013 act.1でヘンリー・オプスタルと対戦し、判定勝ち。
2013年3月、『悩める男子に捧げる 1001のローキック』を出版。
2013年10月6日、MAX MUAYTHAI WORLD CHAMPION 2013 JAPANでブアカーオ・ポー.プラムックと通算4度目の対戦し、判定負け。ブアカーオとの対戦戦績を1勝3敗とした。
2015年1月18日、K-1 WORLD GP 2015 -60kg初代王座決定トーナメントのスーパーファイトにてサニー・ダールベックと対戦。延長RKO負けを喫した。
2015年5月4日、Krush.54にてジョーダン・ピケオーと対戦。2RKO負けを喫した。
2015年5月8日、同年の7月4日に開催されるK−1 WORLD GP −70kg初代王座決定トーナメントに出場し、1回戦でアルメン・ペトロシアンと再戦予定であったが、出場辞退を発表した。
2015年7月21日、記者会見で現役引退を発表した。

### 引退後
2017年3月に『日本キックボクシング選手協会』を設立。2018年3月から一般財団法人化して同協会の代表理事を務めている。
2022年10月28日、タイのラジャダムナン・スタジアムで開催された格闘技イベントRWSで、ブアカーオ・ポー.プラムック（現役時代3回対戦）とエキシビジョンマッチを行う。本気で戦うわけではないという契約の元で行われたエキシビションマッチだったが、ブアカーオが全力のフックで佐藤の顎を撃ち抜いて1RKOし、勝ち誇って手を上げた。その後、佐藤が『エキシビションにも関わらずブアカーオが全力で攻めてきた件』でRWS主催者に抗議。後日、佐藤には主催者から謝罪と違約金が支払われた。佐藤は「怒りが無いといえば嘘になる。だが怒りに任せて腹いせはしたくない」「倒される直前までブアカーオを信じていた」「実力で優る方が騙し討ちをする形ですから、私としては訳が分かりません」「4度も拳を合わせた戦友だから大丈夫だ、と信じていましたが違ったようです。世の中は、不条理なこともありますね。」「こういうことならせめて全力で戦いたかった」と話した。試合後、現役復帰することについては否定している。

## 人物
- 名城大学附属高等学校を経て、名城大学商学部（現:経営学部）卒業。
- 現役引退後は地元愛知県で、整体院『ぶる〜と整体院』、キックボクシングフィットネスジム『名古屋JKF』を経営している。実家は喫茶店を営んでいる。
- 記者会見や試合後のマイクパフォーマンスでは、「愛を知る県、愛知県から来ました佐藤嘉洋です」を常套句にしていて、得意技の一つである右ストレートに「愛知拳」と命名した[16]。
- 2007年11月29日に同郷の一般人女性と入籍[17]、同年12月9日に結婚披露宴を行い[18]、2010年1月9日には、第一子となる男児が誕生[19]。2014年7月1日に第二子となる女児が誕生した。
- 2005年頃から、オンライントレードによる株式投資を行っていたが、2006年1月のいわゆるライブドア・ショックによる株価暴落を受け、「今までの儲けが全部無くなってしまった。」とインタビューで語り話題となった[20]。
- サッカー選手の小野伸二とは、オランダのスーパーリーグ時代に交流があった（煽りVTRより）。また、『ぶる〜と整体院』に、Jリーグ・名古屋グランパスエイトに所属していた本田圭佑等のスポーツ選手やタレントが来店したり、実家の喫茶店には同じグランパスエイトの楢﨑正剛が来店している。
- グラビアアイドルの夏川純とはお互いの家に泊まりに来るほど仲が良かったが、佐藤自身は熊田曜子のファンであった。
- 名古屋北リトルリーグ出身で、後輩に堂上兄弟がいる。

## ファイトスタイル
- ローキックとパンチ主体のファイトスタイルを持ち、同じ個所を執拗に攻め続けて相手選手にダメージを蓄積させる戦法を持つ。また、手数も多く、タレントの関根勤は佐藤の試合映像を分析し、「3秒に1回攻撃する男」と評している[2]。リーチの長いローキックと前蹴り、顎やボディへのテンカオ（組み付かない形での膝蹴り）、そしてタイミングを合わせたパンチによって試合の流れを掴む効率の良い戦いを展開し、ダメージの蓄積により相手選手をTKOないしドクターストップに追い込む勝ち方も少なくない。
- 以前はKOに対する拘りを持っていなかったが[21]、2006年9月の試合でアルバート・クラウスに敗北後、関係者やファンからだけでは無く家族からも「ファイトスタイルを変えた方がいい」とダメ出しをされ、ヤケ酒を呷るほど腐っていたという[22]。しかし、ライバル視する魔裟斗がK-1 WORLD MAXを背負い体を張って戦う姿勢を見て、「これまでは勝てばいいと思ってやってきたが、KOも大事だなと思うようになってきた。もっと気持ちを前面に出していきたい。」と述べるなど、積極的にKOを狙う姿勢が見られる様になった[23]。
- アルバート・クラウスはアメリカ『MMAYOU』のインタビューの中で、「今までで一番苦労した対戦相手は?」と聞かれ佐藤の名前を挙げている。「（K-1 WORLD MAX）2007年のトーナメントの佐藤は普通じゃなかった。まるでマシーンと戦っている様だった。」と述べている。

## 戦績
| キックボクシング 戦績 | キックボクシング 戦績 | キックボクシング 戦績 | キックボクシング 戦績 | キックボクシング 戦績 | キックボクシング 戦績 | キックボクシング 戦績 |
| --------------------- | --------------------- | --------------------- | --------------------- | --------------------- | --------------------- | --------------------- |
| 80 試合               | (T)KO                 | 判定                  | その他                | 引き分け              | 無効試合              |                       |
| 54 勝                 | 20                    | 34                    | 0                     | 1                     | 0                     |                       |
| 25 敗                 | 6                     | 19                    | 0                     | 1                     | 0                     |                       |

| 勝敗 | 対戦相手                                 | 試合結果                                       | 大会名 | 開催年月日     |
| ×    | ジョーダン・ピケオー                     | 2R KO                                          | Krush.54 | 2015年5月4日   |
| ×    | サニー・ダールベック                     | 延長R KO                                       | K-1 WORLD GP 2015 ～-60kg初代王座決定トーナメント～                                                                                               | 2015年1月18日  |
| ○    | 山崎陽一                                 | 3R終了 判定3-0                                 | Krush.45 | 2014年8月24日  |
| △    | シュー・イェン                           | 3R終了 判定0-0                                 | 英雄伝説2014世界搏撃王争覇戦 | 2014年5月17日  |
| ×    | ペットマンコン・ガイヤーンハーダオ       | 3R終了 判定0-3                                 | HOOST CUP LEGEND～伝説降臨～ | 2014年3月23日  |
| ×    | ジャバル・アスケロフ                     | 3R終了 判定                                    | Tech-KREP Fighting Championship – Soldiers of the Empire                                                                                          | 2013年12月8日  |
| ×    | ブアカーオ・ポー.プラムック              | 3R終了 判定0-3                                 | MAX MUAYTHAI WORLD CHAMPION 2013 JAPAN | 2013年10月6日  |
| ○    | 松倉信太郎                               | 3R終了 判定3-0                                 | Krush.32 | 2013年9月1日   |
| ○    | 長島☆自演乙☆雄一郎                       | 3R終了 判定3-0                                 | HOOST CUP KINGS～王者たちの饗宴～ | 2013年6月16日  |
| ○    | イ・ソンヒョン                           | 3R終了 判定144-141                             | GLORY 8 TOKYO | 2013年5月3日   |
| ○    | ヘンリー・オプスタル                     | 3R終了 判定3-0                                 | シュートボクシング協会「SHOOT BOXING 2013 act.1」                                                                                                 | 2013年2月22日  |
| ×    | 健太                                     | 3R終了 判定0-2                                 | Krush.26 | 2013年1月26日  |
| ×    | サニー・ダールベック                     | 2R KO                                          | GLORY 3 ROME GLORY WORLD SERIES 2012 70kg Tournament FINAL 8 【準々決勝】                                                                         | 2012年11月3日  |
| ×    | シェムシ・ベキリ                         | 3R終了 判定1-2                                 | GLORY 1 STOCKHOLM GLORY WORLD SERIES 2012 70kg Tournament FIRST 16 【1回戦】                                                                      | 2012年5月26日  |
| ○    | ファディ・メルザ                         | 5R終了 判定3-0                                 | Krush.16 【ISKAオリエンタル世界ライトミドル級タイトルマッチ】                                                                                     | 2012年2月17日  |
| ×    | アレックス・ハリス                       | 3R終了 判定0-3                                 | Rumble of the Kings 2011 | 2011年11月26日 |
| ○    | アルバート・クラウス                     | 3R終了 判定2-0                                 | K-1 WORLD MAX 2011 -63kg Japan Tournament FINAL 【スーパーファイト】                                                                              | 2011年6月25日  |
| ×    | アンディ・サワー                         | 3R終了 判定0-3                                 | SHOOT BOXING 2011 act.2 | 2011年4月23日  |
| ×    | アルメン・ペトロシアン                   | 3R終了 判定                                    | Fight Code: Dragon Series Round 2 | 2011年3月12日  |
| ○    | シェムシ・ベキリ                         | 3R終了 判定2-1                                 | Krush初代王座決定トーナメント ～Round.2～ 【スーパーファイト】                                                                                    | 2011年1月9日   |
| ×    | ジョルジオ・ペトロシアン                 | 3R終了 判定0-3                                 | K-1 WORLD MAX 2010 -70kg World Championship Tournament FINAL 【決勝】                                                                             | 2010年11月8日  |
| ○    | ドラゴ                                   | 3R終了 判定3-0                                 | K-1 WORLD MAX 2010 -70kg World Championship Tournament FINAL 【準決勝】                                                                           | 2010年11月8日  |
| ○    | ミハウ・グロガフスキー                   | 3R終了 判定3-0                                 | K-1 WORLD MAX 2010 -70kg World Championship Tournament FINAL 【準々決勝】                                                                         | 2010年11月8日  |
| ○    | 名城裕司                                 | 3R終了 判定3-0                                 | Krush.9 | 2010年8月14日  |
| ○    | 山本優弥                                 | 3R終了 判定3-0                                 | K-1 WORLD MAX 2010 〜-70kg World Championship Tournament FINAL16 / -63kg Japan Tournament FINAL〜 【-70kg World Championship Tournament FINAL16】 | 2010年7月5日   |
| ×    | パジョンスック・ルークプラバーツ         | 3R終了 判定0-5                                 | It's Showtime 2010 Amsterdam | 2010年5月29日  |
| ○    | ダニロ・ザノリニ                         | 2R 3:11 KO（右膝蹴り）                         | K-1 WORLD MAX 2010 〜-70kg Japan Tournament〜 【スーパーファイト】                                                                                | 2010年3月27日  |
| ○    | クレイジーテル                           | 3R 1:30 TKO（レフェリーストップ）              | 大和ジム創立40周年、名古屋JKファクトリー創立20周年記念興行                                                                                        | 2009年12月23日 |
| ○    | 城戸康裕                                 | 2R 2:23 KO（右フック）                         | K-1 WORLD MAX 2009 World Championship Tournament FINAL 【リザーブファイト】                                                                       | 2009年10月26日 |
| ○    | ユーリ・メス                             | 延長R終了 判定2-1                              | K-1 WORLD MAX 2009 World Championship Tournament FINAL8 【リザーブファイト】                                                                      | 2009年7月13日  |
| ×    | ドラゴ                                   | 延長R終了 判定0-3                              | K-1 WORLD MAX 2009 World Championship Tournament FINAL16 【1回戦】                                                                                | 2009年4月21日  |
| ○    | セルゲイ・ゴリアエフ                     | 2R 1:18 KO（3ノックダウン：右ローキック）      | K-1 WORLD MAX 2009 〜日本代表決定トーナメント〜 【スーパーファイト】                                                                              | 2009年2月23日  |
| ×    | アルトゥール・キシェンコ                 | 3R終了 判定0-2                                 | Dynamite!! 〜勇気のチカラ2008〜 | 2008年12月31日 |
| ×    | 魔裟斗                                   | 延長R終了 判定0-3                              | K-1 WORLD MAX 2008 World Championship Tournament FINAL 【準決勝】                                                                                 | 2008年10月1日  |
| ○    | ブアカーオ・ポー.プラムック              | 3R 1:50 KO（右ストレート）                     | K-1 WORLD MAX 2008 World Championship Tournament FINAL8 【準々決勝】                                                                              | 2008年7月7日   |
| ○    | ムラット・ディレッキー                   | 3R終了 判定3-0                                 | K-1 WORLD MAX 2008 World Championship Tournament FINAL16 【1回戦】                                                                                | 2008年4月9日   |
| ×    | ブアカーオ・ポー.プラムック              | 延長R終了 判定1-2                              | K-1 WORLD MAX 2008 〜日本代表決定トーナメント〜 【スーパーファイト】                                                                              | 2008年2月2日   |
| ×    | アルバート・クラウス                     | 3R終了 判定0-3                                 | K-1 WORLD MAX 2007 〜世界一決定トーナメント決勝戦〜 【準々決勝】                                                                                  | 2007年10月3日  |
| ○    | デニス・シュナイドミラー                 | 3R終了 判定3-0                                 | K-1 WORLD MAX 2007 〜世界一決定トーナメント開幕戦〜 【1回戦】                                                                                     | 2007年6月28日  |
| ×    | アンディ・サワー                         | 3R終了 判定0-3                                 | K-1 WORLD MAX 2007 〜世界最終選抜〜 | 2007年4月4日   |
| ○    | TATSUJI                                  | 1R 2:25 KO（右跳び膝蹴り）                     | K-1 WORLD MAX 2007 〜日本代表決定トーナメント〜 【決勝】                                                                                          | 2007年2月5日   |
| ○    | 尾崎圭司                                 | 3R終了 判定3-0                                 | K-1 WORLD MAX 2007 〜日本代表決定トーナメント〜 【準決勝】                                                                                        | 2007年2月5日   |
| ○    | 白須康仁                                 | 3R終了 判定3-0                                 | K-1 WORLD MAX 2007 〜日本代表決定トーナメント〜 【1回戦】                                                                                         | 2007年2月5日   |
| ×    | アルバート・クラウス                     | 3R終了 判定0-2                                 | K-1 WORLD MAX 2006 〜世界王者対抗戦〜 | 2006年9月4日   |
| ×    | ブアカーオ・ポー.プラムック              | 2R 0:18 KO（左フック）                         | K-1 WORLD MAX 2006 〜世界一決定トーナメント決勝戦〜 【準々決勝】                                                                                  | 2006年6月30日  |
| ○    | マイク・ザンビディス                     | 3R終了 判定3-0                                 | K-1 WORLD MAX 2006 〜世界一決定トーナメント開幕戦〜 【1回戦】                                                                                     | 2006年4月5日   |
| ○    | TATSUJI                                  | 3R終了 判定3-0                                 | K-1 WORLD MAX 2006 〜日本代表決定トーナメント〜 【決勝】                                                                                          | 2006年2月4日   |
| ○    | 上山龍紀                                 | 1R終了時 TKO（ドクターストップ：右膝靭帯損傷） | K-1 WORLD MAX 2006 〜日本代表決定トーナメント〜 【準決勝】                                                                                        | 2006年2月4日   |
| ○    | 新田明臣                                 | 3R終了 判定3-0                                 | K-1 WORLD MAX 2006 〜日本代表決定トーナメント〜 【1回戦】                                                                                         | 2006年2月4日   |
| ○    | ガオグライ・ゲーンノラシン               | 3R終了 判定2-0                                 | K-1 WORLD MAX 2005 〜世界王者対抗戦〜 | 2005年10月12日 |
| ×    | ヴァージル・カラコダ                     | 3R終了 判定0-2                                 | K-1 WORLD MAX 2005 〜世界一決定トーナメント決勝戦〜 【スーパーファイト】                                                                          | 2005年7月20日  |
| ○    | ウィリアム・ディンダー                   | 3R終了 判定3-0                                 | K-1 WORLD MAX 2005 〜世界一決定トーナメント開幕戦〜 【スーパーファイト】                                                                          | 2005年5月4日   |
| ○    | 山本優弥                                 | 5R終了 判定3-0                                 | 全日本キックボクシング連盟「MOVING」 | 2005年2月6日   |
| ○    | イッティポーン・アカスリボーン           | 4R TKO（タオル投入）                           | 不明（イタリア） 【WPKCムエタイ世界スーパーウェルター級タイトルマッチ】                                                                           | 2004年11月27日 |
| ○    | ディーゼルレック・ルンルアンヨン         | 1R 1:15 KO（ローキック）                       | ルンピニー・スタジアム | 2004年9月25日  |
| ○    | ピーター・クルーク                       | 3R 1:33 KO（ローキック連打）                   | 全日本キックボクシング連盟「SUPER FIGHTER 〜MAXIMUM〜」                                                                                           | 2004年7月24日  |
| ×    | チャンプアック・チョー・シープラーサート | 4R TKO（ドクターストップ：カット）             | ルンピニー・スタジアム 【WPMF世界スーパーウェルター級タイトルマッチ】                                                                             | 2004年4月17日  |
| ○    | ヤッシーン・ベンファッジ                 | 5R終了 判定3-0                                 | KOMBAT FESTIVAL 2004 【WPKCムエタイ世界スーパーウェルター級タイトルマッチ（肘禁止ルール）】                                                       | 2004年2月28日  |
| ○    | シェイン・チャップマン                   | 2R終了後 TKO（ドクターストップ：脛負傷）       | SuperLeague Netherlands 2003 | 2003年12月6日  |
| ○    | ガオラン・カウイチット                   | 5R終了 判定3-0                                 | 全日本キックボクシング連盟「HURRICANE BLOW」 【WKAムエタイ世界ウェルター級タイトルマッチ】                                                        | 2003年8月17日  |
| ○    | クリス・ファン・ベンローイ               | 5R終了 判定3-0                                 | 全日本キックボクシング連盟「DEAD HEAT」 | 2003年6月20日  |
| ○    | イッティポーン・アカスリボーン           | 2R KO（左フック）                              | PALASPORT ARCELLA | 2003年4月12日  |
| ×    | フィクリ・ティアルティ                   | 5R終了 判定0-3                                 | VICTORY OR HELL 【WPKL世界ムエタイ・ウェルター級タイトルマッチ】                                                                                  | 2002年11月24日 |
| ○    | 清水貴彦                                 | 5R終了 判定3-0                                 | 全日本キックボクシング連盟「Brandnew Fight」 【特別ルール（肘禁止）】                                                                             | 2002年10月17日 |
| ○    | 江口真吾                                 | 2R 2:33 TKO（ドクターストップ：カット）        | 全日本キックボクシング連盟「CRUSH」 | 2002年7月21日  |
| ○    | チャルムサック・イングラムジム           | 5R終了 判定3-0                                 | 全日本キックボクシング連盟「Rising Force」 | 2002年4月12日  |
| ○    | 金沢久幸                                 | 5R終了 判定3-0                                 | 全日本キックボクシング連盟「VANGUARD」 | 2002年2月15日  |
| ○    | ミラン・ステビッチ                       | 4R 1:41 TKO（タオル投入）                      | Thai Kick Box Gala Hanau August Scharttner Halle 【WKAムエタイ世界ウェルター級タイトルマッチ】                                                    | 2001年11月17日 |
| ○    | ノエル・ソアレス                         | 3R 2:22 KO（左膝蹴り）                         | 全日本キックボクシング連盟「HOT SHOT」 | 2001年8月10日  |
| ○    | 千葉友浩                                 | 1R 1:38 KO                                     | 全日本キックボクシング連盟「WHO'S NEXT?」 | 2001年6月17日  |
| ○    | コンテージ・シッセン                     | 5R 2:45 KO（パンチ連打）                       | ニュージャパンキックボクシング連盟 「CHALLENGE TO MUAI-THAI 4」                                                                                   | 2001年3月20日  |
| ○    | チョーンアンタイ・ギャッチャーシン       | 5R終了 判定3-0                                 | ニュージャパンキックボクシング連盟 「CHALLENGE TO MUAI-THAI 2」                                                                                   | 2001年2月12日  |
| ×    | タノムサック・デーラッド                 | 1R 2:00 KO（3ノックダウン：左フック）          | ニュージャパンキックボクシング連盟 「Millennium Wars 10」                                                                                         | 2000年11月26日 |
| ○    | 中村篤史                                 | 4R 1:46 KO（膝蹴り）                           | ニュージャパンキックボクシング連盟 「Millennium Wars 8」                                                                                          | 2000年9月24日  |
| ○    | 広川康之                                 | 5R 0:23 KO（膝蹴り連打）                       | ニュージャパンキックボクシング連盟 「Millennium Wars 5」                                                                                          | 2000年7月7日   |
| ○    | 發田隆治                                 | 3R終了 判定3-0                                 | ニュージャパンキックボクシング連盟 「横浜ヤングファイト」                                                                                         | 2000年4月9日   |
| ○    | 森本達也                                 | 3R終了 判定3-0                                 | ニュージャパンキックボクシング連盟 「Millennium Wars 1」                                                                                          | 2000年1月29日  |
| ○    | 加藤丈典                                 | 2R 1:39 KO                                     | ニュージャパンキックボクシング連盟 | 1999年8月29日  |
| ○    | 大川真人                                 | 判定                                           | ニュージャパンキックボクシング連盟 | 1999年6月4日   |
| ○    | 宮本勲                                   | 判定                                           | ニュージャパンキックボクシング連盟 | 1998年12月25日 |

## 獲得タイトル
- K-1 WORLD MAX 2006、2007 日本代表決定トーナメント 優勝
- WKAムエタイ世界ウェルター級王座（防衛1回）
- WPKCムエタイ世界スーパーウェルター級王座（防衛1回）
- ISKAオリエンタル世界ライトミドル級王座
- K-1 WORLD MAX 2010 世界一決定トーナメント 準優勝
- 英雄伝説 世界72kg級暫定王座

### 戦績
- K-1 選手データ （2010年8月～2015年5月）
- K-1 選手データ（旧サイト） - ウェイバックマシン（2010年8月19日アーカイブ分）